# ペーター・リバール
ペーター・リバール（Peter Rybar, 1913年8月29日 - 2002年10月4日）は、オーストリアのウィーンに生まれたスイスのヴァイオリニスト。
プラハ音楽院でヨゼフ・スークに師事した後、パリでカール・フレッシュに師事する。1938年からスイスに居住し、長い歴史を誇るヴィンタートゥーア・コレギウム・ムジクムのコンサートマスターに就任した。また同時にヴィンタートゥーア音楽院の教授として後進の指導に当たり、スイスの弦楽器奏者の水準を著しく高めた（のちにヴィンタートゥーア音楽院はチューリッヒ音楽院と合併し、チューリッヒ・ヴィンタートゥーア音楽院となっている）。1950年代にはクララ・ハスキルとのデュオが大変有名であった。
1952年にピアニストのマルセル・デーペン (Marcelle Daeppen) と結婚し、デュオ・リバールを結成した。
戦後から録音活動を活発に行い、中でも同僚クレメンス・ダヒンデンを指揮者に迎えたヴィンタートゥーア・コレギウム・ムジクム（ヴィンタートゥール交響楽団）との一連のウェストミンスター録音は、好楽家から温かく迎えられた。
1970年にヴォルフガング・サヴァリッシュがスイス・ロマンド管弦楽団の首席指揮者に就任するにあたり、懇請を受けてコンサートマスターに就任し、1980年までその任にあった。同時にジュネーヴ音楽院でも後進を指導した。
1980年4月27日にジュネーヴでフェアウェル・コンサートを開き、引退した。イタリア語圏スイスのルガーノ湖畔カスラーノに移り住み、そこでも後進の指導を続けていたが、2002年10月4日に亡くなった。